# رایوو پولدارو
رایوو پولدارو (استونیایی: Raivo Põldaru؛ زادهٔ ۲۹ مهٔ ۱۹۵۱) سیاستمدار و نماینده مجلس اهل استونی است.